# Saxifraga freibergii
Saxifraga freibergii är en stenbräckeväxtart som beskrevs av Joseph Ruppert. Saxifraga freibergii ingår i Bräckesläktet som ingår i familjen stenbräckeväxter. Inga underarter finns listade i Catalogue of Life.